# 新久喜音頭
新久喜音頭（しんくきおんど）は、1971年（昭和46年）に制定された久喜市民の音頭である。

## 概要
1971年（昭和46年）10月1日に久喜市制施行に併せ発表される。主に久喜市民祭りや、小学校などの運動会演目、地区の盆踊りなどで踊られている。
歌詞に謡われている内容として、一番は久喜の発展を祈念した歌詞となっており、二番は足利政氏に起源をもつ甘棠院、三番は旧久喜市域（久喜区域）にて広く栽培されている梨について（五十嵐八五郎の項を参照）、四番は提燈祭り通りや東口大通りをはじめとする市内各地の七夕祭りについて（現在では提燈祭り通りでの七夕祭りは行われていない）、五番は久喜の伝統行事であり毎年7月12日・18日に催される久喜の提灯祭り・天王様について、六番は天王院に祭られている呑龍様について、それぞれ記されている。
また、発表された1971年（昭和46年）当時は現在の一番から六番までの他に歌詞が存在し、全部で九番まで存在していた。その内容として、一番から三番は今日と同様、四番は利用する鉄道路線（国鉄および東武鉄道）にかけた内容、五番は今日の四番、六番は今日の五番、七番は今日の六番、八番は大浦（今日の本町小学校付近から久喜北陽高校付近）から晴れてみえる秩父連山そして刈田に輝く雪について（昭和46年当時の大浦はさほど開発されていなかった［高田堀の項を参照］）、九番はまとめとして音頭を踊るなら御陣山で踊りましょうといった内容となっている。

## 作詞･作曲
- 作詞 - 濱梨花枝
- 作曲 - 矢吹光

## 参考資料
- 『71,くき市勢要覧（久喜市勢要覧）［51ページ］』　久喜市総務課 編集　昭和46年10月 発行